# 社会主义历史
社会主义历史是关于社会主义的历史。

## 历史
起源可追溯到1789年法国革命和它造成的一系列变化，尽管社会主义这一概念在较早的运动和思想中已经有所体现。 卡尔·马克思和弗里德里希·恩格斯于1848年革命席卷欧洲时所著的《共产党宣言》，表达了他们称之为"科学社会主义"的思想。 在19世纪最后的三十年里，主要是从马克思主义汲取思想的社会民主党在欧洲出现。澳大利亚工党是世界上第一个被选举出的社会主义政党。他们赢得了1899年 昆士兰州的选举。
在20世纪上半叶，苏联和第三国际中世界各地的共产党派主要将社会主义体现于苏联经济发展模式和国家拥有所有生产方式的计划经济，尽管其他方面谴责他们缺少民主。在英国， 赫伯特·莫里森说 "社会主义做的是英国工党的事"，而安奈林·貝文认为社会主义要求"主要经济活动由公共把控"，伴于计划经济和工人民主。有些人认为，资本主义已经被废除。 社会主义政府确立了具有部分国有化和社会福利的混合经济。
1968年，被延长的越南战争(1959-1975)引起了批评苏联和社会民主主义的新左翼运动。 无政府工团主义和新左翼运动的某些部分青睐分散的集体所有制形式的合作社或工人委员会。 在21世纪的拉丁美洲，委内瑞拉总统乌戈·查韦斯支持他称为21世纪社会主义的理念，包括国有化国家资产（例如石油）的政策和反帝国主义。他也称自己是一个支持不断革命论的托派.

## 延伸閲讀
[在维基数据编辑]
 《社會主義史》